# Queensland
Il Queensland (pronuncia inglese: [ˈkwiːnzlənd] o [ˈkwiːnzlænd], pronuncia italiana: [ˈkwinzland]) è uno stato dell'Australia che occupa la parte nord-orientale del continente. Confina a ovest con il Territorio del Nord, a sud-ovest con l'Australia Meridionale e a sud con il Nuovo Galles del Sud; a est è bagnato dal mar dei Coralli e dall'oceano Pacifico. È il secondo Stato australiano per superficie dopo l'Australia Occidentale e il terzo più popolato dopo il Nuovo Galles del Sud e il Victoria.
Tra 40 000 e 65 000 anni fa la zona cominciò ad essere popolata dagli indigeni e dagli isolani provenienti dallo stretto di Torres. In seguito il Queensland divenne una colonia della corona britannica, che fu separata dal Nuovo Galles del Sud il 6 giugno 1859, una data celebre a livello statale denominata Queensland Day.
L'area che costituisce la capitale dello Stato, Brisbane, era in origine la colonia penale del golfo di Moreton, utilizzata per i detenuti recidivi. In seguito lo Stato incoraggiò l'immigrazione, e ora l'economia del Queensland è dominata dai settori agricolo, turistico e minerario.
La popolazione è concentrata nel sud-est. Qui si trovano le città di Brisbane, Logan City, Redland City, Ipswich, Toowoomba. Altri importanti centri regionali sono Cairns, Townsville, Mackay, Rockhampton, Bundaberg, Hervey Bay, Ingham e Mount Isa. Il Queensland è spesso soprannominato Sunshine State, in quanto gode di un clima caldo e una parte considerevole dello Stato è ai tropici.

## Etimologia
Lo Stato è chiamato Queensland in onore della regina Vittoria, che il 6 giugno 1859 firmò un proclama in cui lo separò dal Nuovo Galles del Sud. All'epoca la regina Vittoria era monarca molto popolare e preferì dare alla nuova colonia il proprio nome invece di Cooksland, suggeritole dal presbitero locale John Dunmore Lang in onore del navigatore James Cook.

## Storia
Le coste del Queensland furono esplorate nel 1770 da James Cook, che ne prese possesso in nome della corona britannica. Il primo insediamento occidentale fu una colonia penale nel golfo di Moreton nel 1824. Dopo il 1840 arrivarono i primi veri coloni; nel 1867 la scoperta dell'oro accelerò l'immigrazione. Nel 1883 il governo del Queensland annetté il Territorio della Papuasia. Nel gennaio 1901 entrò a far parte della nuova federazione dell'Australia.

## Geografia fisica
Il Queensland è delimitato a nord dallo stretto di Torres. Al largo della costa della Nuova Guinea si trova l'isola di Boigu che rappresenta l'estremità più settentrionale del territorio. La penisola triangolare di Capo York, che punta verso la Nuova Guinea, è la parte più a nord del continente australiano. A ovest della penisola il Queensland settentrionale è delimitato dal Golfo di Carpentaria, ad est si affaccia sul Mar dei Coralli e sull'Oceano Pacifico. 
A ovest il Queensland confina con il Territorio del Nord, a sud-ovest con l'angolo nord-orientale del Sud Australia, a sud con il Nuovo Galles del Sud, separato da esso dal fiume Dumaresq (e alcune sue sezioni).
La capitale è Brisbane, situata sulla costa, 100 km a nord dal confine con il Nuovo Galles del Sud. L'area della città è estesa su 40 000 chilometri quadrati. Lo Stato è diviso in diverse regioni amministrative. Le regioni geografiche degne di nota sono le Tablelands Atherton, la Granite Belt e il paese di Channel nel sud-ovest.
Il Queensland ha molti luoghi interessanti dal punto di vista naturalistico, tra cui la Sunshine Coast e la Gold Coast con alcune delle spiagge più popolari, le montagne Bunya e la Great Dividing Range, con numerose cascate e aree pic-nic; Carnarvon Gorge, le isole di Whitsunday e l'isola Hinchinbrook.
Lo Stato comprende sei aree di conservazione: l'Australian Fossil Mammal Sites che si trova a Riversleigh nel golfo di Country, le foreste pluviali australiane di Gondwana, l'isola di Fraser, la barriera corallina (Great Barrier Reef), il parco nazionale di Lamington e la foresta tropicale del Queensland.

### Fiumi
- Dumaresq
- Calliope

### Laghi
- Lago Buchanan
- Maraboon
- Galilea
- Machattie
- Philippi
- Yamma Yamma

### Montagne
- Abbot (1 284 m)
- Bartle Frere (1 611 m)
- Beerwah
- Carter (671 m)
- Consuelo Peak (1 219 m)
- Finnigan (1 148 m)
- Halifax (1 063 m)
- Hutton (914 m)
- Kiangarow (1 135 m)
- Roberts (1 387 m)

### Clima
A causa delle sue dimensioni, vi sono differenze significative tra le varie zone dello Stato. Scarse precipitazioni ed estati calde sono tipiche delle zone occidentali, nella parte più settentrionale il clima è monsonico, mentre si fa caldo e temperato lungo la fascia costiera nordorientale. Il clima della fascia costiera è influenzato dalle correnti oceaniche calde.
In base alle temperature e alle precipitazioni si distinguono cinque zone climatiche predominanti: nord e zone costiere con caldo torrido e umido d'estate, entroterra costiero e zona costiera nel sud est con caldo umido d'estate, regioni centro occidentali con caldo secco d'estate e inverno mite, regioni del sud ovest con caldo secco d'estate con inverni freddi, entroterra a sud-est con clima temperato, caldo d'estate e freddo d'inverno.
Tuttavia, la maggior parte della popolazione del Queensland reputa che l'inverno sia un periodo piuttosto caldo e con scarse precipitazioni mentre il periodo estivo sia caldo ed afoso con precipitazioni maggiori e una forte umidità.
Le statistiche annuali medie per alcuni centri del Queensland sono le seguenti:
| Città      | Min. Temp | Max. Temp | Giorni Senza Sole | Piovosità |
| ---------- | --------- | --------- | ----------------- | --------- |
| Brisbane   | 15,7 °C   | 25,5 °C   | 113.1             | 1149,1 mm |
| Richmond   | 16,7 °C   | 32,8 °C   | -                 | 480 mm    |
| Mackay     | 19,0 °C   | 26,4 °C   | 123,0             | 1570,7 mm |
| Cairns     | 20,8 °C   | 29,0 °C   | 89,7              | 2006,3 mm |
| Townsville | 19,8 °C   | 28.9 °C   | 120,9             | 1136,7 mm |

La temperatura massima rilevata nello Stato è di 49,5 °C a Birdsville il 24 dicembre 1972 (la temperatura di 53,1 °C a Cloncurry il 16 gennaio 1889 non è considerata affidabile).
La temperatura più bassa è di −10,6 °C a Stanthorpe ed è stata registrata il 23 giugno 1961.

## Società

### Evoluzione demografica

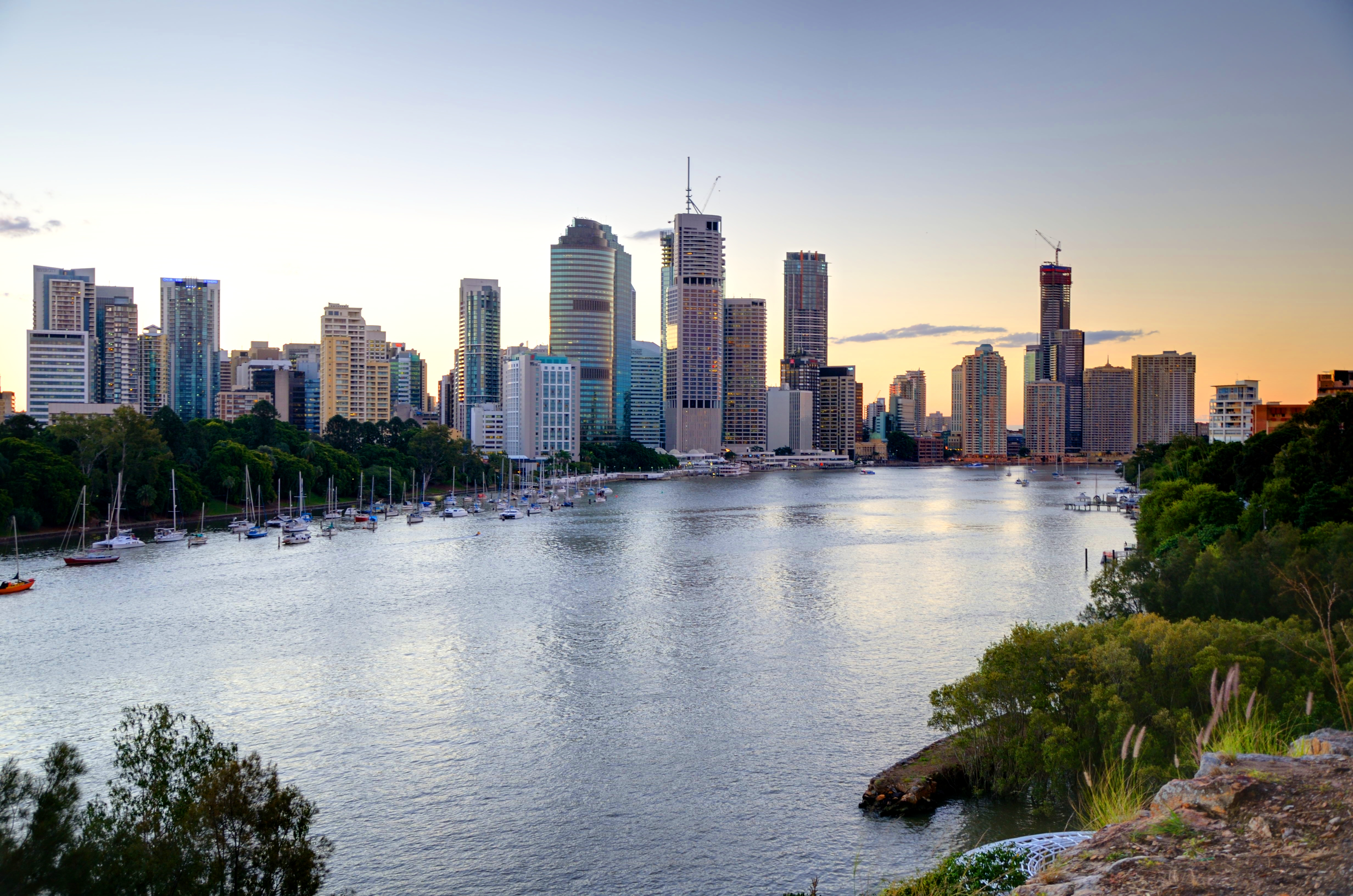
Brisbane

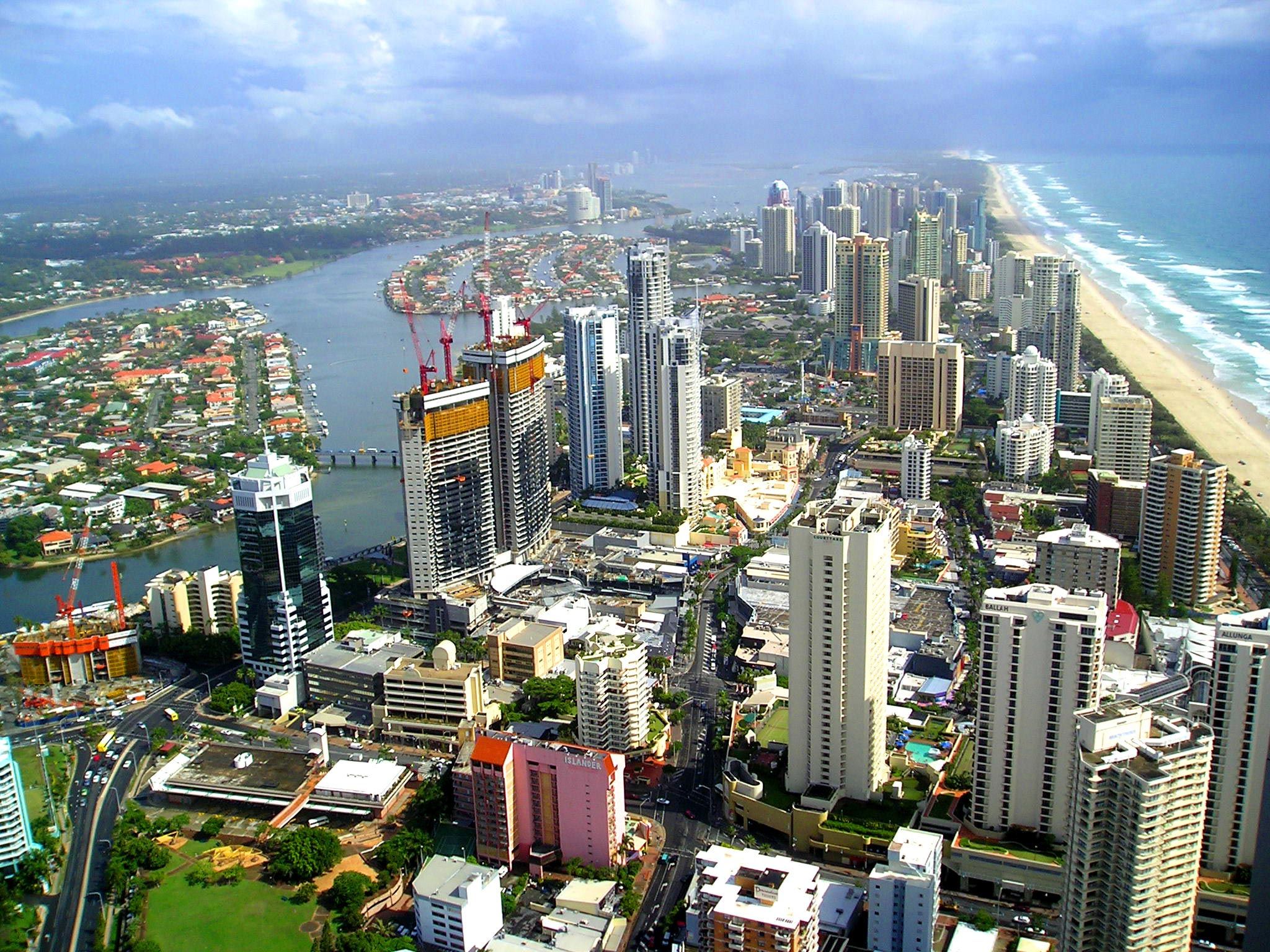
La Gold Coast

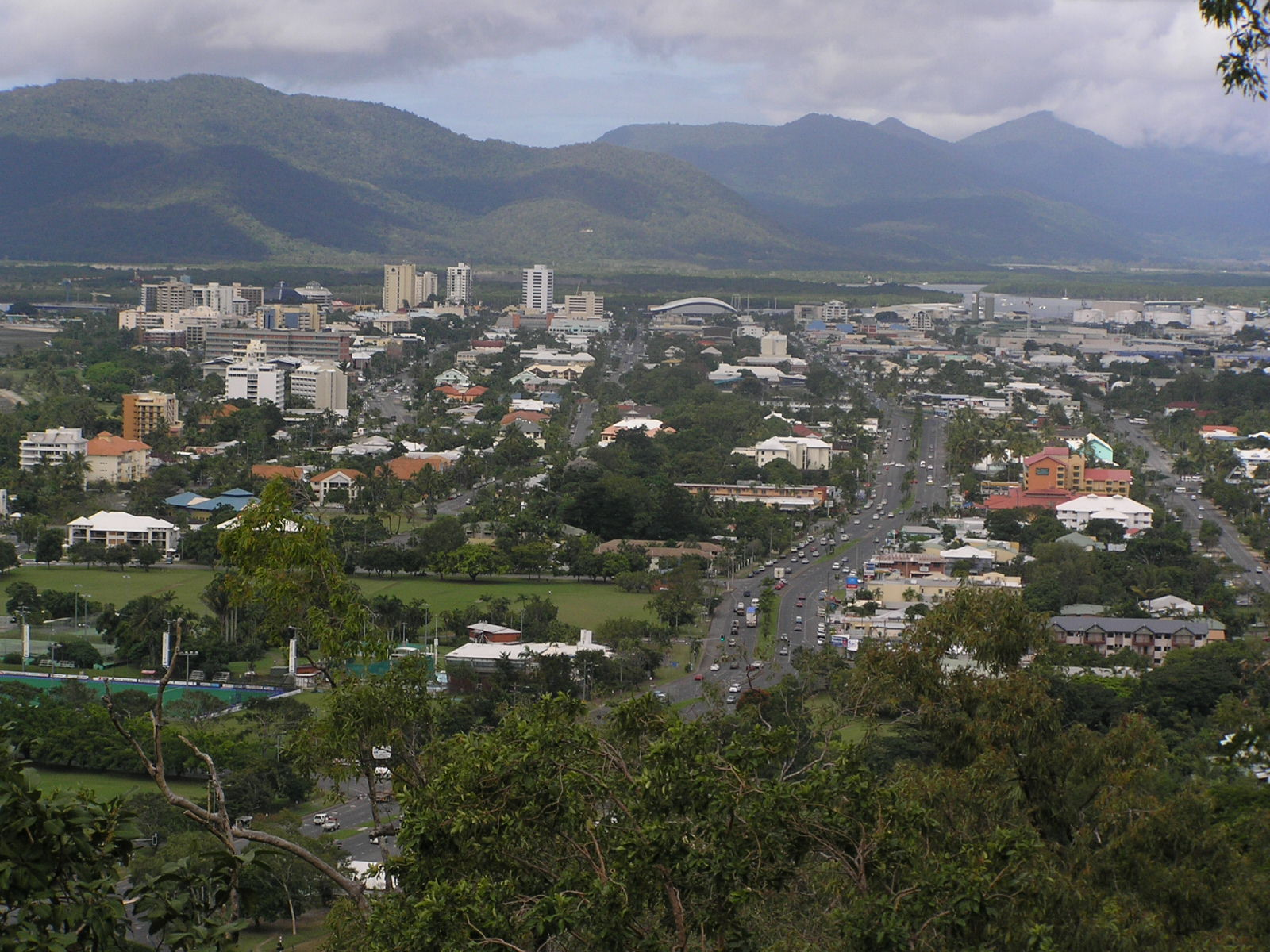
Cairns

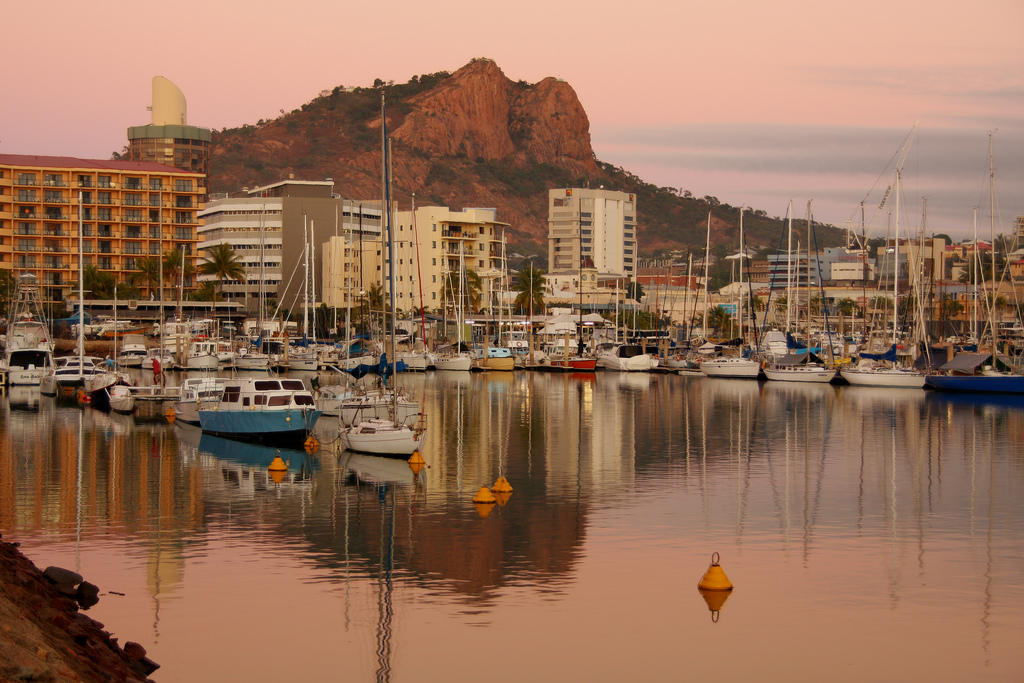
Townsville

La popolazione del Queensland risulta più distribuita sul territorio rispetto agli altri stati australiani, con una significativa presenza in centri di importanza regionale. Al giugno 2004 a Brisbane risiedeva il 45,7% della popolazione, mentre per l'intera Australia le capitali rappresentano oltre il 60% della popolazione nazionale.
- Cristiani: 70,9%:
  - cattolici: 24,9%
  - anglicani: 22,3%
  - uniti nella Chiesa: 8,4%
  - luterani: 2,1%
  - Altri: 13,2%
- Non cristiani: 2,3%
  - buddhisti: 1,1%
  - musulmani: 0,4%
  - induisti: 0,3%
  - ebrei: 0,1%
  - Altri: 0,4%
- Di nessuna professione religiosa: 14,8%
- Non dichiaranti: 12,0%

Il 9 dicembre 2005 la popolazione del Queensland ha ufficialmente raggiunto i 4 milioni di abitanti. Secondo l'Ufficio di ricerca economica e statistica del Queensland la popolazione stimata alla fine del 2007 era di 4 228 290 abitanti, il 20% del totale dell'Australia. Fino al 2008 il Queensland era lo Stato con la più rapida crescita demografica che ha avuto un picco nel 2007, quando vi si trasferivano oltre 1 500 persone alla settimana (di cui 1 000 nella parte meridionale dello Stato). Il Queensland ha registrato una crescita del 2,1%, la più alta dal 1977.
| ANNO | Area urbana | Area rurale | TOTALE    |
| ---- | ----------- | ----------- | --------- |
| 1861 | 15 348      | 14 711      | 30 059    |
| 1864 | 30 954      | 30 513      | 61 467    |
| 1868 | 40 306      | 59 595      | 99 901    |
| 1871 | 51 425      | 68 679      | 120 104   |
| 1876 | 95 775      | 77 508      | 173 283   |
| 1881 | 112 323     | 101 202     | 213 525   |
| 1886 | 116 056     | 206 797     | 322 853   |
| 1891 | 168 884     | 224 834     | 393 718   |
| 1901 | 204 871     | 293 258     | 498 129   |
| 1911 | n.a.        | n.a.        | 605 813   |
| 1921 | 393 666     | 359 014     | 755 972   |
| 1933 | 498 892     | 444 589     | 947 534   |
| 1947 | 660 958     | 443 570     | 1 106 415 |
| 1954 | 962 400     | 352 888     | 1 318 259 |
| 1961 | 1 158 446   | 358 394     | 1 518 828 |
| 1966 | 1 282 332   | 398 297     | 1 682 688 |
| 1971 | 1 448 024   | 375 376     | 1 827 065 |
| 1976 | 1 633 141   | 401 754     | 2 037 194 |
| 1981 | 1 816 382   | 476 264     | 2 295 123 |
| 1986 | 2 041 542   | 542 944     | 2 587 315 |
| 1991 | 2 359 510   | 616 907     | 2 977 810 |
| 1996 | 2 721 115   | 647 735     | 3 368 850 |
| 2001 | 3 050 553   | 602 697     | 3 655 139 |
| 2006 | 3 456 104   | 588 945     | 4 046 875 |

## Economia

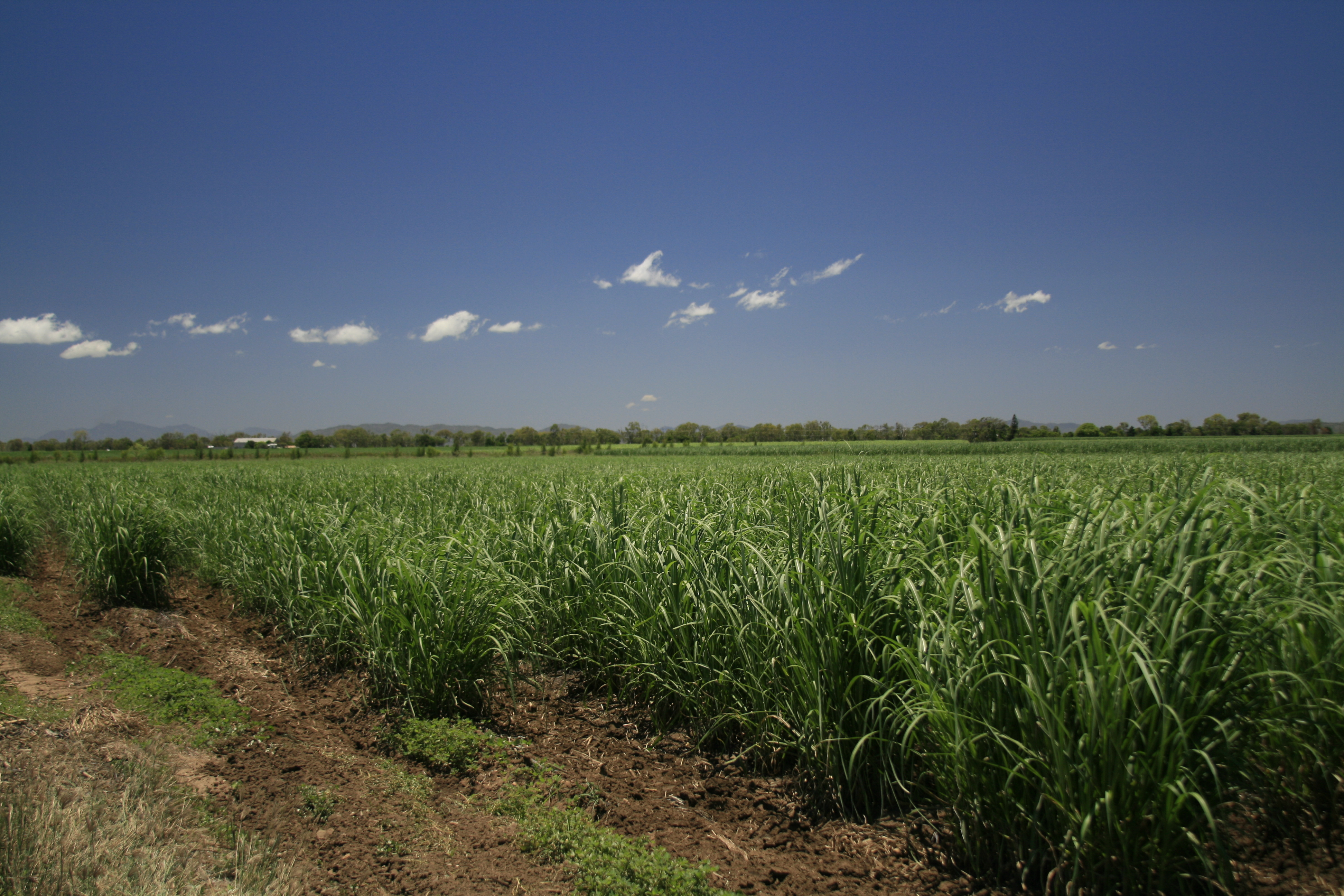
Coltivazioni di canna da zucchero nel nord dello stato

L'economia del Queensland ha goduto di un boom nel settore del turismo e in quello minerario nel corso degli ultimi 20 anni. Un notevole afflusso di migranti provenienti dagli altri stati australiani e dall'estero, grandi quantità di investimenti del governo federale, l'aumento delle estrazioni nei giacimenti minerari e un vasto settore aerospaziale in espansione hanno contribuito alla crescita economica dello Stato. Nel 2008-09 questa crescita ha subito però una brusca frenata attestandosi allo 0,8%, dato peggiore negli ultimi 18 anni.
Tra il 1992 e il 2002 la crescita lorda dello Stato del Queensland ha superato quella di tutti gli altri stati e territori australiani. In quel periodo il prodotto interno lordo è cresciuto del 5,0% ogni anno (la media nazionale era del 3,9%).
Nel 2003 Brisbane è stata la città con il minor costo della vita di tutti i capoluoghi australiani. Alla fine del 2005 era il terzo capoluogo più caro dal punto di vista abitativo, dopo Sydney e Canberra. Nel 2008 le abitazioni a prezzi accessibili erano pochissime.
Il settore primario produce banane, ananas, arachidi, una grande varietà di altri frutti tropicali e verdura, cereali, vino, cotone e canna da zucchero. L'allevamento ovino è particolarmente sviluppato e fornisce una gran quantità di lana. L'industria mineraria è molto forte e può essere considerata uno dei settori trainanti dell'economia dello Stato. Si estrae la bauxite, il carbone, l'argento, il piombo, lo zinco, l'oro e il rame. Le industrie lavorano per lo più i prodotti del settore primario, in particolare lana e minerali, come convertire la bauxite in allumini o raffinare il rame o produrre lo zucchero di canna. Il settore terziario riguarda soprattutto il commercio al dettaglio e il turismo.

### Turismo

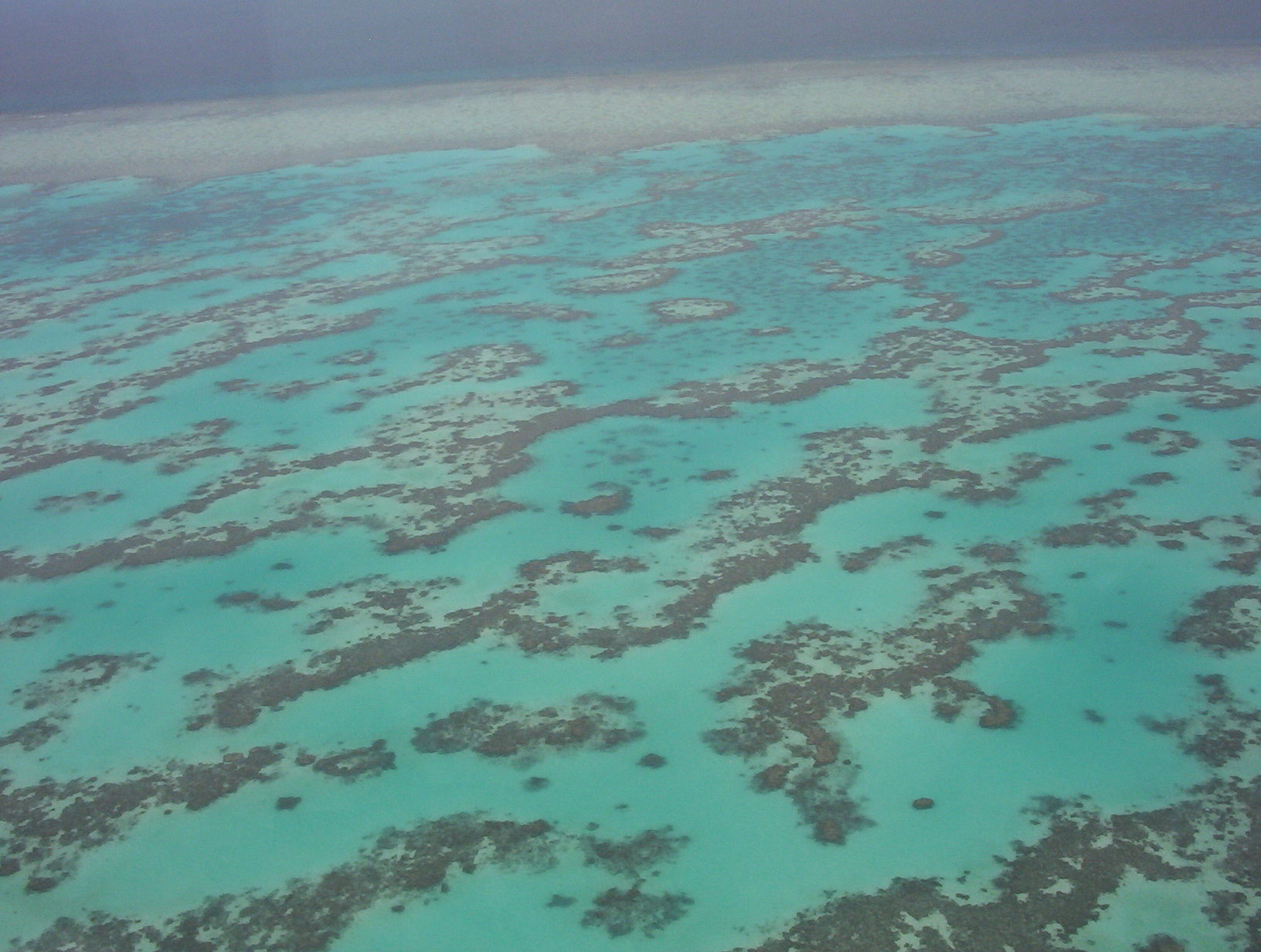
La Grande barriera corallina

Il turismo è leader del settore terziario e genera 4 miliardi di dollari all'anno, pari al 4,5% del Pil del Queensland. Milioni di visitatori australiani e stranieri accorrono nel Sunshine State ogni anno. Queensland è ricco di paesaggi naturali che vanno dalle zone costiere tropicali alle foreste pluviali lussureggianti fino alle secche zone interne.
Le principali mete turistiche sono Brisbane, Far North Queensland, Port Douglas e la foresta pluviale di Daintree, Gold Coast, la Grande barriera corallina, Hervey Bay e la vicina isola di Fraser, il Queensland del nord tra Townsville e l'isola di Magnetic, l'isola di North Stradbroke e l'isola di Sud Stradbroke, la Sunshine Coast e le Whitsundays note per le spiagge di Airlie e Whitehaven, le isole di Hamilton e Daydream.
La Gold Coast è talvolta indicata come la capitale dei parchi australiani a tema: vi sono cinque parchi di divertimento tra i più importanti dell'Australia.

## Infrastrutture e trasporti

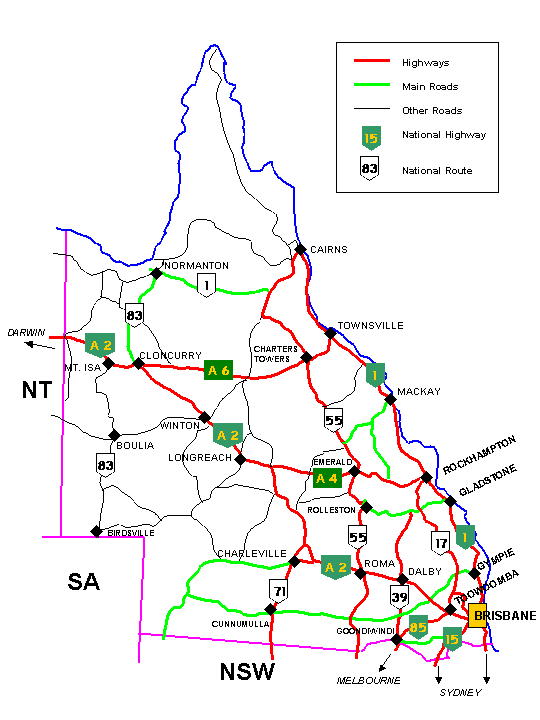
Rete stradale del Queensland

Il Queensland è servito da un certo numero di strade nazionali e, soprattutto nel sud est, da autostrade molto efficienti, fra cui la Pacific Motorway, un'arteria di 100 km tra Brisbane e il confine con il Nuovo Galles del Sud presso Tweed Heads.
I servizi ferroviari sono forniti principalmente dalla Queensland Rail e dalla Pacific National.
Gli aeroporti sono molto funzionali. I più importanti sono quelli di Brisbane, di Gold Coast e di Cairns.
L'aeroporto di Brisbane è il principale punto di accesso nazionale e internazionale. Il Gold Coast e quello internazionale di Cairns hanno il maggior traffico aereo con voli di linea internazionali. Altri aeroporti regionali, con voli di linea nazionali, sono gli aeroporti della Grande barriera corallina, di Hervey Bay, di Mackay, di Mount Isa, di Proserpine/Whitsunday Coast, di Rockhampton, di Sunshine Coast e di Townsville.
Nel sud est del Queensland il servizio di trasporto pubblico TransLink fornisce autobus, treni e traghetti. I servizi ferroviari regionali e gli autobus a lunga percorrenza sono disponibili anche nel resto dello Stato, i servizi di autobus locali anche nella maggior parte dei centri regionali.

## Governo
ll potere esecutivo è idealmente attribuito al governatore, che rappresenta lo Stato e viene nominato dal sovrano britannico su consiglio del capo del governo, ossia il premier. Questi, nominato dal governatore, deve avere il sostegno dell'Assemblea legislativa. 
Gli altri ministri, che costituiscono il cosiddetto Consiglio Direttivo, sono nominati dal governatore tra i membri dell'Assemblea legislativa su raccomandazione del premier. 
Il Parlamento del Queensland (o l'Assemblea legislativa) è unicamerale, caso unico tra gli Stati australiani. Un sistema bicamerale è esistito fino al 1922, quando il Consiglio legislativo è stato abolito. 
Il sistema giudiziario del Queensland è costituito dalla Corte Suprema e la Corte distrettuale. Nel 2001 il Queensland ha adottato una nuova costituzione, entrata poi in vigore il 6 giugno 2002, anniversario della formazione della colonia del Queensland nel 1859.

## Cultura

### Università e college

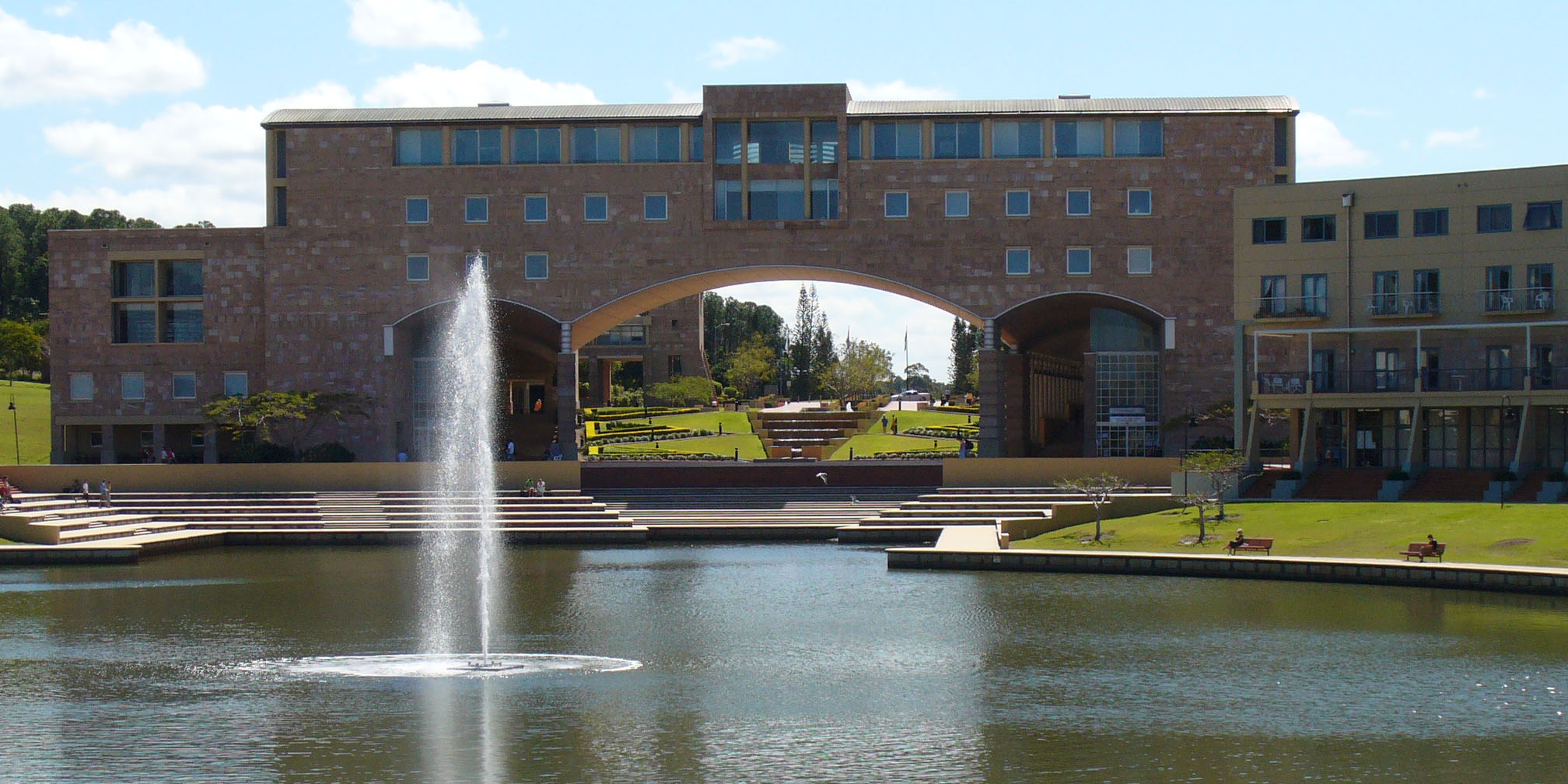
Università di Bond nella regione del Robina

- Università Cattolica Australiana (campus di Brisbane)
- Bond University
- Central Queensland University
- Griffith University
- James Cook University
- Queensland University of Technology
- Università del Queensland
- University of Southern Queensland
- University of the Sunshine Coast

### Varie
Ogni stato federato australiano ha un appellativo; il Queensland è detto The sunshine state ("Lo stato del sole"), fino al 2001 era chiamato The smart state ("Lo stato intelligente"); questa frase viene tra l'altro riportata sulle targhe delle macchine.

## Amministrazione

### Gemellaggi
È gemellato con la regione Sicilia.

## Sport

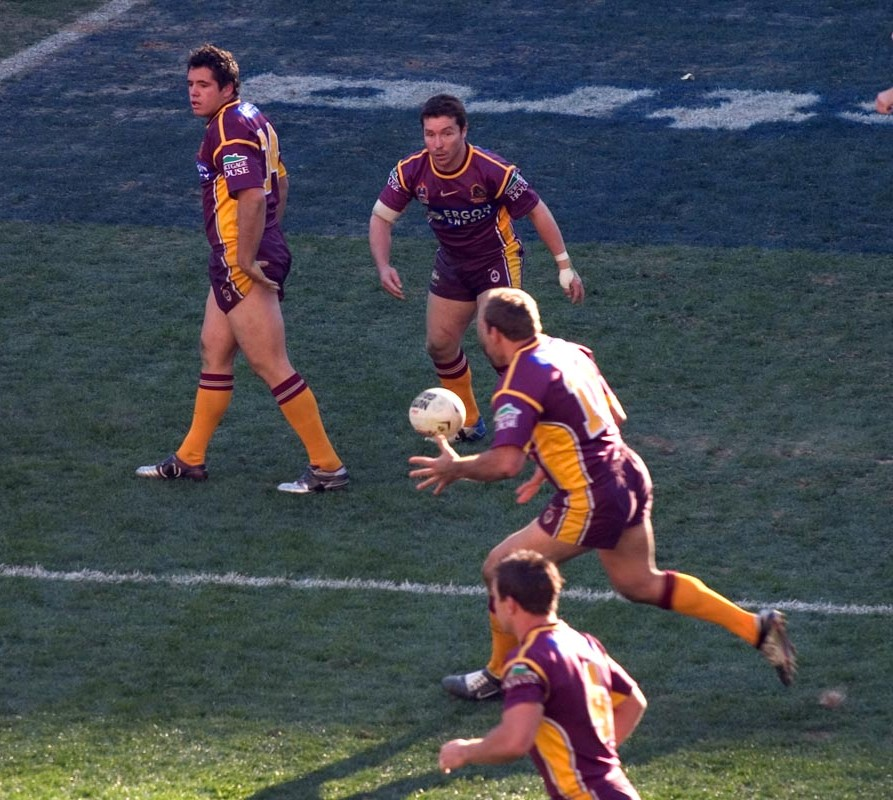
I Brisbane Broncos hanno ottenuto molti successi nella National Rugby League

Lo Stato del Queensland è rappresentato in tutte le competizioni sportive nazionali in Australia e vi si svolgono numerosi eventi sportivi nazionali e internazionali. Il rugby è uno sport molto importante, sia nella sua forma a tredici (rugby league) sia a quindici (rugby union). La rivalità con il Nuovo Galles del Sud è particolarmente sentita e gli incontri di rugby a tredici tra i due stati (State of Origins) sono l'evento più importante del calendario sportivo dello Stato. I Broncos di Brisbane sono la squadra più vincente dello Stato: si sono aggiudicati 3 premierships da quando esiste la NRL Rugby League e 6 in totale durante i loro 23 anni di storia. Anche i Titans della Gold Coast e i Cowboys del Nord Queensland, con sede a Townsville partecipano al campionato della NRL.
Il nuoto è altrettanto popolare, con una gran quantità di nuotatori facenti parte del team australiano. Alle Olimpiadi estive del 2008 i nuotatori del Queensland hanno vinto tutte e sei le medaglie d'oro conquistate nel nuoto dall'Australia.
I maggiori club sportivi del Queensland nelle maggiori leghe sportive australiane sono:

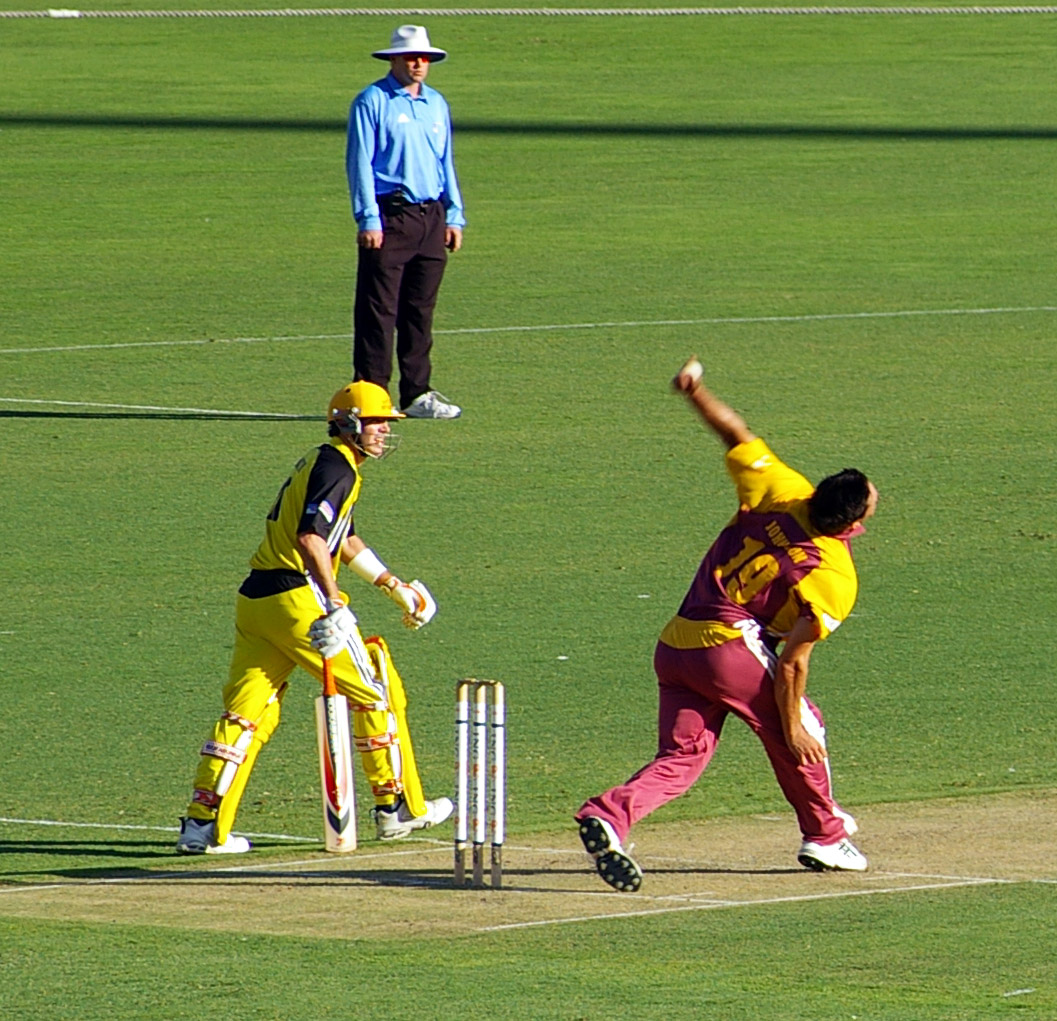
I Queensland Bulls prendono parte al torneo australiano di cricket

- AFL (Football australiano):
  - Brisbane Lions
  - Gold Coast Suns
- Super 14 (Rugby Union):
  - Queensland Reds
- ARC (Rugby Union):
  - Ballymore Tornadoes
  - East Coast Aces
- NRL (Rugby League)
  - Brisbane Broncos
  - Gold Coast Titans
  - North Queensland Cowboys
- ACL (Cricket):
  - Queensland Bulls
- AHL (Hockey su prato):
  - Queensland Blades
- A-League (Calcio):
  - Queensland Roar
- ABL (Baseball):
  - Queensland Rams
- NBL (Pallacanestro):
  - Cairn Taipans
  - Townsville Crocodiles